# Royaume d'Ibérie
Pour les articles homonymes, voir Ibérie.
302 av. J.-C. – 580
Entités précédentes :
- Royaume d'Aryan-Kartli
- Egrissi

Entités suivantes :
- Empire sassanide
- Royaume de Kakhétie

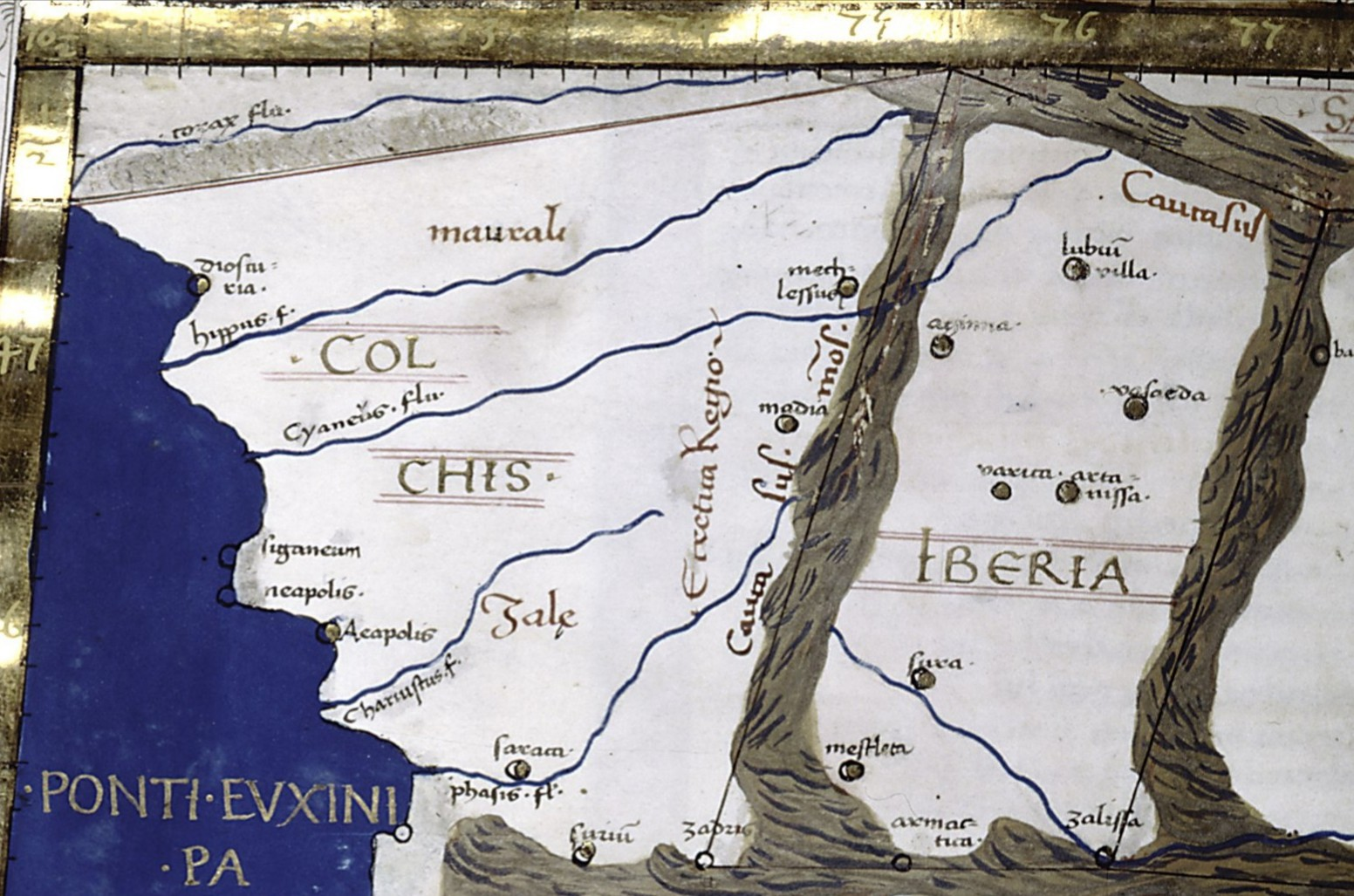
Carte de Ptolémée

Empire romain et Ibérie, vers 117.

L'Ibérie (en grec : Ἰβηρία; en latin : Hiberia) était le nom donné par les Grecs et les Romains à l'ancien royaume géorgien de Karthlie (en géorgien : ქართლი), qui, pendant l'Antiquité classique et le début du Moyen Âge était une monarchie importante dans le Caucase, soit en tant qu'état indépendant, soit en tant que dépendant d'empires plus importants, notamment pour les Sassanides ou les Romains. L'Ibérie, centrée sur l'actuelle Géorgie orientale, était bordée par la Colchide à l'ouest, l'Albanie du Caucase à l'est et le royaume d'Arménie au sud.
Le terme « Ibérie caucasienne » (ou Ibérie orientale) est utilisé pour distinguer la région caucasienne de la péninsule Ibérique, où se situent les actuels Espagne, Portugal et Andorre. Le royaume des Ibères du Caucase a été traditionnellement considéré comme le précurseur de l'État géorgien apparu au Moyen Âge et, avec les Colches de Colchide (autre ancien État géorgien, situé sur la côte orientale de la mer Noire), comme une composante ancestrale de la population géorgienne actuelle. Toutefois, l'identité multiculturelle des Ibères, intégrant diverses communautés ethniques influencées par l'Iran, les Sarmates, le monde gréco-romain, l'Arménie, l'Anatolie et les populations syro-mésopotamiennes, se distingue de celle des Géorgiens. L'étymologie de l'ethnonyme des Ibères a reçu plusieurs propositions d'identification : la racine indo-européenne *PiHwerjoHn (piouèryon, « fertile ») pour les Celtibères, ainsi qu'une racine iranienne -vīra signifiant « Hommes » pour les Ibères du Caucase.

## Histoire

### Premiers temps
La région n'était, jadis, habitée que par quelques tribus qui faisaient partie du peuple appelé « Ibères » (les Ibères orientaux) par les anciens auteurs. Plus tard, les indigènes nommèrent leur propre pays la « Karthlie », d'après le chef mythique des Ibères, Karthlos, fils de Targamos, qui vint s'installer dans le Caucase avec sa famille après l'épisode de la tour de Babel.
Les Meskhètes, mentionnés par différents historiens classiques, et leurs possibles descendants, les Saspères (mentionnés par Hérodote), purent jouer un rôle crucial dans la consolidation des tribus habitant la région. Les Meskhètes s'établirent petit à petit vers le nord-est, fondant des colonies. La principale colonie était Mtskhéta, la future capitale du royaume d'Ibérie. La tribu habitant Mtskhéta était dirigée par un mamasakhlissi (« chef de la maison », en géorgien).
La source médiévale géorgienne Moktsevay Karthlisay (Conversion de la Karthlie) parle d'un certain Azon et de son peuple, qui venait de l'Aryan-Karthlie (la Karthlie perse), le lieu des origines des proto-Ibères qui fut dominé par les Achéménides jusqu'à la chute de l'Empire perse. Azon se serait établi à Mtskhéta. Mais une autre source géorgienne, tirée des Chroniques géorgiennes, prétend qu'Azon était un officier d'Alexandre le Grand, qui massacra la famille régnante de Mtskhéta et qui conquit la région, avant d'être vaincu à son tour par le prince Pharnabaze, neveu du défunt mamasakhlissi, aux alentours des années 300 av. J.-C.
L'histoire de l'invasion d'Alexandre le Grand en Ibérie, même si celle-ci est entièrement inventée par les historiens médiévaux, fait toutefois réfléchir sur la crédibilité à accorder à la légende selon laquelle la monarchie ibère se serait établie durant la période hellénistique et sur le désir des auteurs géorgiens de créer une filiation entre Alexandre le Grand et la Géorgie.

### Pharnabaze et ses descendants
Pharnabaze Ier, victorieux et dominateur de toute l'Ibérie, prit le titre de roi, probablement entre 299 et 284 av. J.-C. Après avoir repoussé une invasion, il soumit les États voisins et réduisit à l'état de vassaux les royaumes d'Egrissi (Colchide orientale) et de Dzourdzoukétie (sud de la Tchétchénie). Il assura son pouvoir en se reconnaissant vassal d'Antiochos Ier de Syrie, puis se focalisa sur l'intérieur du royaume. Pharnabaze Ier réforma l'administration chaotique d'Azon, divisa le royaume en saéristavos (grands-duchés), officialisa le panthéon ibère, créa un alphabet et fit construire le premier palais royal d'Ibérie sur la citadelle d'Armaz, qui reste en activité jusqu'au VIe siècle. À la mort de Pharnabaze, celui-ci laissa à ses successeurs un royaume puissant et dominant le Caucase. Ses descendants arrêtent les conquêtes dans le sud et se concentrent sur la stabilité des Portes du Caucase, principale source de la puissance ibère.
La période suivant cette époque de prospérité fut une période de guerre incessante pour l'Ibérie qui dut subir plusieurs invasions des puissances voisines. Elle perdit plusieurs territoires au profit de l'Arménie et les colches formèrent des principautés indépendantes. À la fin du IIe siècle av. J.-C., le roi Parnadjom Ier fut détrôné par son peuple qui le remplaça sur le trône vacant par le prince arménien Artaxias, qui fonda la dynastie artaxiade d'Ibérie.

### La période romaine
Cette proche association avec l'Arménie causa au pays l'invasion par le général romain Pompée, en 65 av. J.-C., en guerre contre Mithridate VI du Pont et qui étendit la guerre en Arménie. Mais, Rome n'établit pas une administration permanente en Ibérie. Dix-neuf ans plus tard, en 36 av. J.-C., les Romains marchèrent encore contre le faible royaume et forcèrent le roi Pharnabaze II à s'allier avec eux contre l'Albanie du Caucase.
Pendant que l'autre royaume géorgien de Colchide était administré en tant que province romaine, l'Ibérie accepta librement la protection romaine. Une inscription retrouvée à Mtskhéta parle du roi Mihrdat Ier (58-106) en tant que « l'ami des Césars » et le roi « des proromains ibères ». L'empereur Vespasien fortifia, en 75, pour le même roi, la ville de Mtskhéta et la citadelle d'Armaz.
Les deux siècles suivants virent une continuation de l'influence romaine sur la région, mais sous le règne de Pharasman II (116-132), l'Ibérie regagna quelque peu de son ancienne indépendance. Les relations entre le roi et l'empereur Hadrien étaient tendues. Toutefois, ces relations se détendirent sous le règne d'Antonin le Pieux, pendant lequel Pharasman visita Rome et eut l'honneur d'avoir une statue à son image sur le forum romain. Cette période amena un changement majeur dans le statut politique de l'Ibérie envers Rome, qui la reconnaissait comme un allié, et non plus comme un vassal, un statut inchangé durant les hostilités entre l'Empire romain et les Parthes.

### Entre Byzance et la Perse

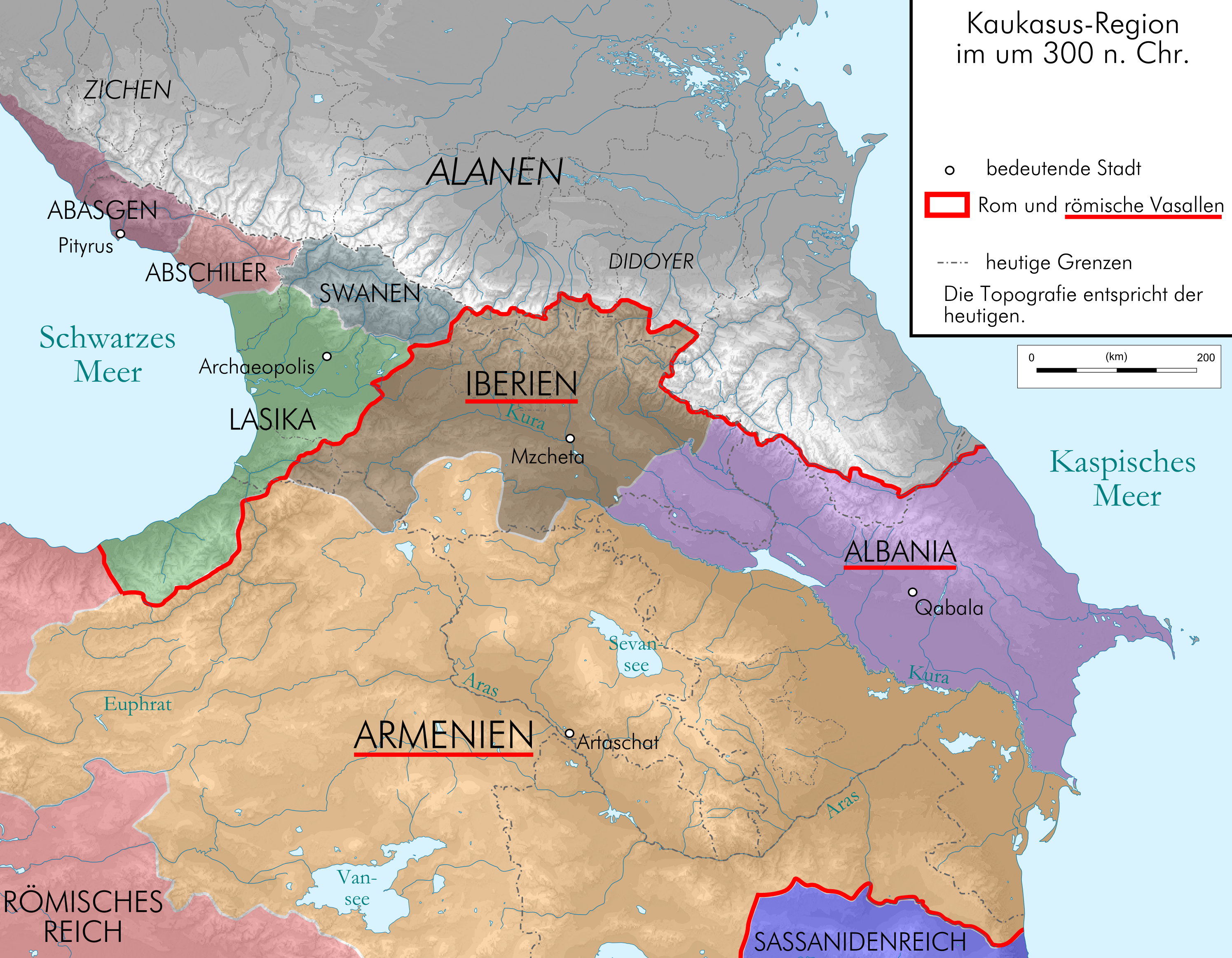
Carte du Caucase vers 300.

La fondation de l'Empire sassanide en 224 fut décisive pour la future histoire de l'Ibérie. En remplaçant la faible et pauvre nation parthe par un État fort et centralisé, les Perses récupérèrent la Karthlie dans leur giron. L'Ibérie devint un État tributaire des Sassanides sous le règne de Shapur Ier (241-272). Les relations entre les deux pays semblent avoir été d'abord amicales, tant que l'Ibérie aidait la Perse durant ses campagnes contre l'Empire romain. Le roi ibère Amazap III (260-265) était mentionné dans les sources officielles persanes comme un vassal de Ctésiphon.
L'Ibérie perdit alors son particularisme et les Sassanides, grâce à leur agressivité, réussirent à établir le zoroastrisme comme religion nationale, entre 260 et 290. Toutefois, la paix de Nisibe de 298 assura à Rome le contrôle du Caucase, et le nouveau roi Mirian III fut reconnu par Rome en tant que premier roi de la dynastie chosroïde. La prédominance byzantine en Ibérie est encore plus cruciale à partir de la conversion de Mirian III au christianisme, vers 317. Cet évènement se serait produit grâce à une missionnaire cappadocienne, sainte Nino, dont le père était un général romain qui combattait dans les armées de l'empereur Maximien Hercule.
La religion devient un lien puissant entre la Géorgie et Constantinople et a un large impact sur la culture et la société de l'État. Toutefois, après que l'empereur Julien eut été défait par les troupes persanes en 363, les Romains cédèrent à la Perse le contrôle de l'Ibérie, et le roi Varaz-Bakour Ier (363-365) devint un vassal de Ctésiphon, statut confirmé par la paix d'Acilisène en 387. Mais près d'un demi-siècle plus tard, le roi ibère Pharasman IV (406-409) restaura l'autonomie de son pays et cessa de payer tribut à la Perse. Cette indépendance ne dura pas bien longtemps, car à la mort du roi, la Perse reprit le contrôle de l'Ibérie et plaça même un vice-roi nommé pitiarkhe pour la Karthlie. La fonction de pitiarkhe était héréditaire et le vice-roi possédait de vastes domaines dans le sud de l'Ibérie. Cela inaugura la période de domination persane en Ibérie. Les Ibères assimilèrent petit à petit la culture persane et nombre de Géorgiens abandonnèrent le christianisme. Les Perses favorisèrent l'enseignement de la parole de Zoroastre et, vers les années 450, le zoroastrisme devint la seconde religion officielle de l'Ibérie, parallèlement au christianisme. Toutefois, les efforts faits pour convertir les paysans géorgiens étaient généralement infructueux.
Le début du règne du roi ibère Vakhtang Ier, plus tard nommé Gorgassal (447-502/22), fut marqué par la résurrection du royaume. Officiellement un vassal des Perse, il sécurisa la frontière nord en subjuguant les peuples caucasiens et réunit les États adjacents de l'Ibérie sous son contrôle. Il établit un patriarcat autocéphale à Mtskheta, et construisit la ville de Tbilissi, qui devint la capitale du royaume sous le règne suivant. En 482, il mena une révolte générale contre la Perse et débuta une guerre d'indépendance désespérée qui dura près de vingt ans. Il ne put recevoir un soutien de la part de Byzance et fut finalement vaincu par les Perses en 502.

## Les légendes

### La légende de sainte Nino
Elle aurait vécu en Colchide au IVe siècle et y aurait propagé la foi chrétienne. La légende veut qu'elle soit venue au chevet de l'épouse de Mirian III, la reine Nana, qui était mourante, et qu'elle l'ait guérie. La reine lui proposa en récompense de l'or et de nombreux présents ; Nino refusa mais demanda en échange la conversion de la reine. Elle l'obtint, puis le roi fit de même, ainsi que tout le royaume.

### La légende de Tbilissi
La légende de la création de la capitale, Tbilissi, perdure encore aujourd'hui :  le roi Vakhtang Gorgasali chasse dans la forêt et son faucon attaque un faisan. L'oiseau tombe dans une source d'eau chaude et le roi voit de la vapeur sortir de l'eau. Étonné par l'abondance d'eau chaude, Vakhtang donne l'ordre de construire une ville sur cet emplacement et l'appelle Thbili (ou Tphilisi : Tbilissi en géorgien, « l'emplacement des sources chaudes »).